# Politique étrangère du Tchad
La politique étrangère du Tchad désigne l’ensemble des relations internationales de la république du Tchad depuis son indépendance proclamée le 11 août 1960. Le Tchad a gardé des relations étroites avec la France, ancienne puissance coloniale. Le ministre des Affaires étrangères est Abdoulaye Sabre Fadoul depuis février 2025.

## Chronologie des relations

### Premières années après l'indépendance
En novembre 1958, de concert avec la France qui vient d'instaurer la Ve République, le Tchad devient une République autonome au sein de la Communauté française, une fédération qui regroupe la France et certaines de ses anciennes possessions outre-mer.
Le Tchad accède officiellement à l'indépendance le 11 août 1960 sous la présidence de François Tombalbaye, tandis que le nord du pays, resté sous contrôle de l'armée française, passe sous administration tchadienne en janvier 1965.

### Première guerre civile de 1965 à 1979
La première guerre civile tchadienne débute à la fin de l'année 1965 par une révolte contre le régime de François Tombalbaye, et de la domination politique des ethnies du sud du Tchad sur celles du nord et du centre. Trois ans seulement après s'être retiré du pays, les troupes françaises interviennent de nouveau en 1968 à la demande du président François Tombalbaye, finalement assassiné en 1975 lors d'un coup d'État qui amène au pouvoir Félix Malloum. La guerre civile se termine avec l'établissement en 1979 du Gouvernement d'union nationale et de transition (GUNT), formé par différents groupes rebelles nordistes et présidé par Goukouni Oueddei.

### Le Tchad sous le mandat d'Hissène Habré
Le 7 juin 1982, le chef des Forces armées du Nord (FAN), Hissène Habré, renverse avec l'appui de la CIA le président Goukouni Weddeye au pouvoir depuis la fin de la guerre civile, et instaure un régime autocratique.
Il supprime le poste de Premier ministre, fait exécuter plusieurs opposants politiques, transforme les FAN en armée régulière, puis crée une police politique responsable de milliers d'enlèvements et d'assassinats politiques. Il ordonne également des massacres dans le sud-est, notamment en septembre 1984.
Dans le contexte de la Guerre froide et du conflit tchado-libyen, Hissène Habré bénéficie, malgré les crimes commis pendant son mandat, du soutien de la France et des États-Unis qui le considèrent comme un allié idéal contre le dictateur libyen Mouammar Kadhafi, soutenu par l'Union soviétique et accusée de soutenir le terrorisme international.

### Le Tchad sous le mandat d'Idriss Déby
Le 2 décembre 1990, avec l'appui de la France, Idriss Déby chasse du pouvoir Hissène Habré et le remplace le 4 décembre avec le titre de président du Conseil d'État. Il est ensuite désigné président de la République du Tchad le 28 février 1991. Idriss Déby est soutenu militairement comme son prédécesseur par la France et les États-Unis.

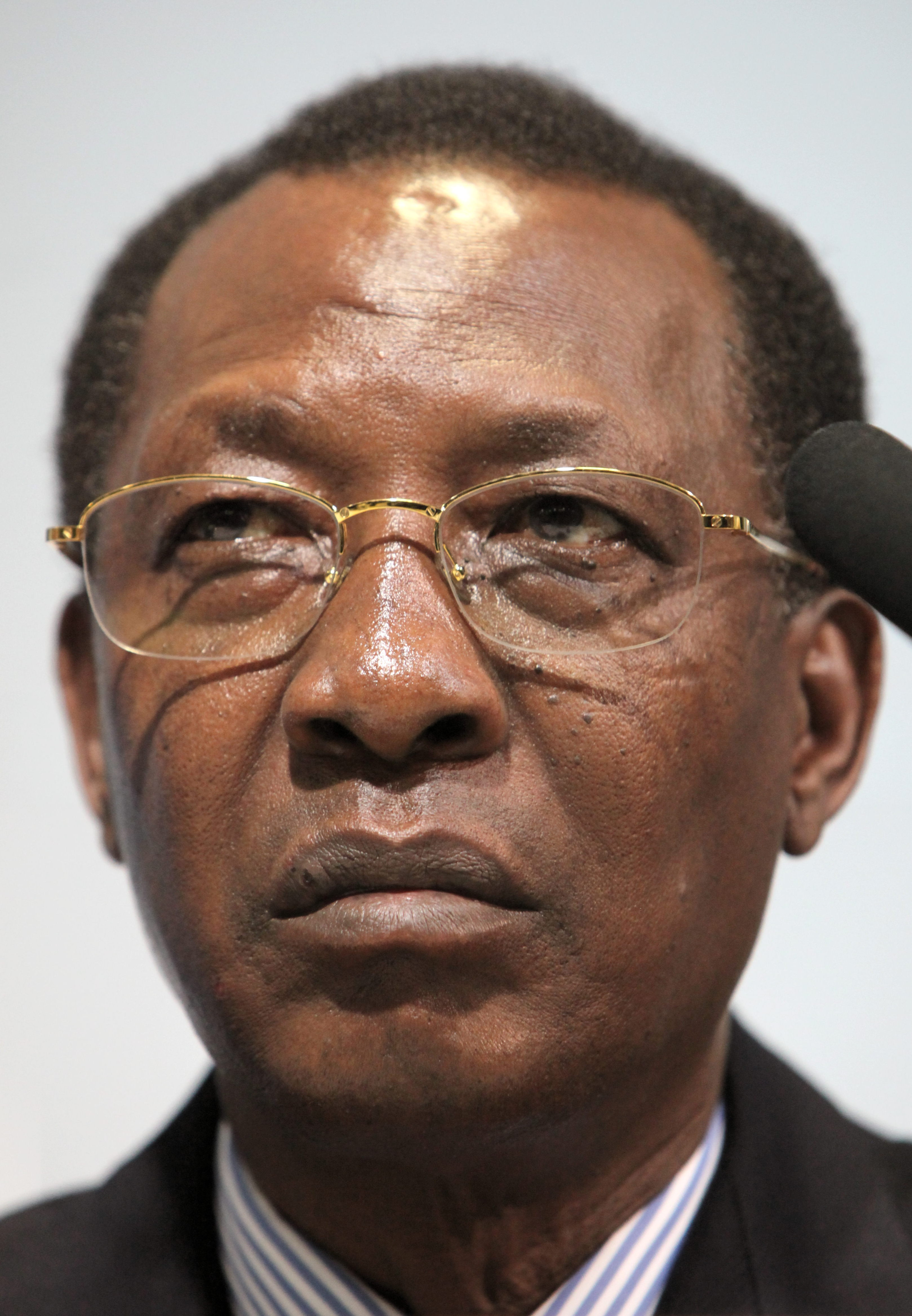
Idriss Deby, président tchadien depuis 1990

Son image de « guerrier », façonnée depuis ses premières armes aux côtés de Hissène Habré, lui vaut un soutien quasi unanime de la communauté internationale. En tenant son pays, entouré d’États faillis comme la Libye, la Centrafrique ou le Soudan, qu'Idriss Deby apparaît comme l’élément stabilisateur d’une région tourmentée.
Sous son mandat, plusieurs conflits dans lesquels le Tchad est engagé prennent fin, notamment avec la Libye, le Soudan, et une partie de la rébellion tchadienne. D'importantes ressources minières et pétrolières sont également découvertes, permettant au Tchad de nouer plusieurs accords de coopération économiques et commerciaux avec des entreprises européennes, américaines et asiatiques.
Le Tchad intervient militairement dans plusieurs pays africains pour appuyer les gouvernements contre des insurrections, notamment la République démocratique du Congo, le Nigéria, et le Mali. En tant « puissance pacificatrice » du continent africain, le Tchad se fait élire membre non permanent du Conseil de sécurité des Nations unies de 2014 à 2016. L’armée tchadienne fournit aux Casques bleus de l’ONU au Mali un de leurs principaux contingents et passe pour la plus aguerrie de la force conjointe du G5 Sahel (Mauritanie, Mali, Burkina Faso, Niger et Tchad).
Le 20 avril 2021, Idriss Deby est tué dans le nord du Tchad pendant un combat contre des rebelles infiltrés depuis la Libye. Son fils, le général Mahamat Idriss Deby âgé de 37 ans, chef de la Garde présidentielle, lui succède à la tête d’un conseil militaire, pour 18 mois.

## Relations avec les autres États africains
Le Tchad est membre-fondateur de Union africaine et du G5-Sahel qui regroupe à ses côtés la Mauritanie, le Mali, le Niger et le Burkina Faso pour combattre les groupes armés jihadistes dans la bande sahélo-saharienne. Le Tchad est également membre de la Communauté économique des États de l’Afrique centrale et de l'Organisation de la coopération islamique, dont plus de la moitié des 57 États membres sont situés en Afrique.
Le Lac Tchad se situe entre quatre pays limitrophes : le Tchad, le Cameroun, le Niger et le Nigeria.

### Relations avec le Soudan
Le Tchad et le Soudan sont tous les deux membres de l'Union africaine, de l'Organisation de la coopération islamique, et partagent une frontière de plus de 1 000 km à l'ouest du Soudan,. Les populations de l'est du Tchad et de l'ouest du Soudan ont noué des liens sociaux et religieux bien avant l'indépendance des deux pays. Certains groupes ethniques comme les Zaghawa et les Rizegat ont été « coupés en deux » par la frontière tchado-soudanaise, et existent par conséquent dans ces deux pays.

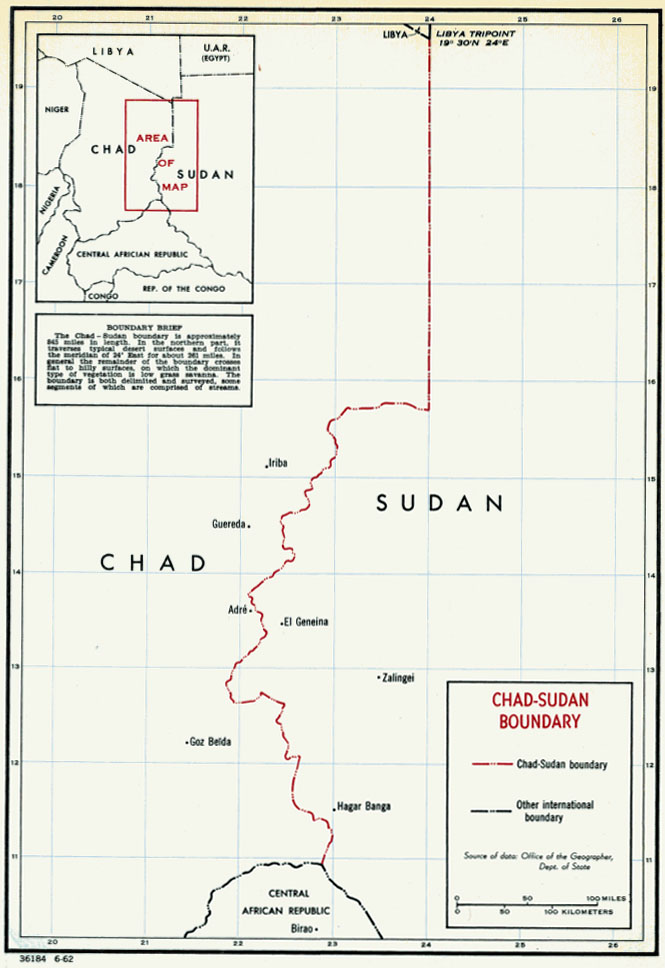
Carte indiquant la frontière entre le Soudan et le Tchad, 1962. L'État soudanais du Darfour du Nord longe l'essentiel de cette frontière.

Dans leurs histoires récentes, le Soudan ont en commun d'avoir tous deux été gouvernés pendant une trentaine d'années par des chefs d'État autocrates arrivés au pouvoir à peu près au même moment par des coups d'État dans leurs pays respectifs : juin 1989 pour Omar el-Béchir, décembre 1990 pour Idriss Déby.
Au moment du coup d’État d'Omar el-Béchir, l'ouest du Darfour est utilisé comme un champ de bataille par des troupes fidèles au gouvernement tchadien d'Hissein Habré et par des rebelles organisés par son ancien ministre de la Défense Idriss Déby. En décembre 1990, c'est à partir du Soudan qu'Idriss Déby lance avec le soutien de la junte islamiste soudanaise une offensive vers le Tchad où il prend le pouvoir, qu'il garde jusqu'à sa mort en avril 2021, deux ans après le renversement d'Omar el-Béchir.
Les relations tchado-soudanaises se détériorent lorsque la guerre éclate au Darfour en 2003. Idriss Déby, étant lui-même de l’ethnie des Zaghawa, décide de soutenir cette dernière en rébellion contre le gouvernement d'Omar el-Béchir, qui s'appuie sur les milices arabes, les Janjawid, pour réprimer cette rébellion. Omar el-Béchir, convaincu que le soutien du Tchad aux rebelles du Darfour durerait aussi longtemps qu’Idriss Déby serait au pouvoir, décide à son tour de soutenir les rebelles tchadiens dans leurs efforts pour le renverser.
Ainsi, pendant 6 ans entre 2004 et 2010, les deux pays se livrent une « guerre par procuration » en soutenant chacun les rebelles en lutte contre le gouvernement du pays voisin, liant étroitement la guerre du Darfour à la guerre civile tchadienne. Le Soudan devient la base arrière des insurgés tchadiens de l' « Union des forces de la résistance », tandis que le Tchad protège les factions rebelles de l'« Armée de libération du Soudan ». En plus de soutenir des combattants rebelles opérants dans le pays voisin, le Soudan et le Tchad accueillent des centaines de milliers de réfugiés de ces deux conflits.

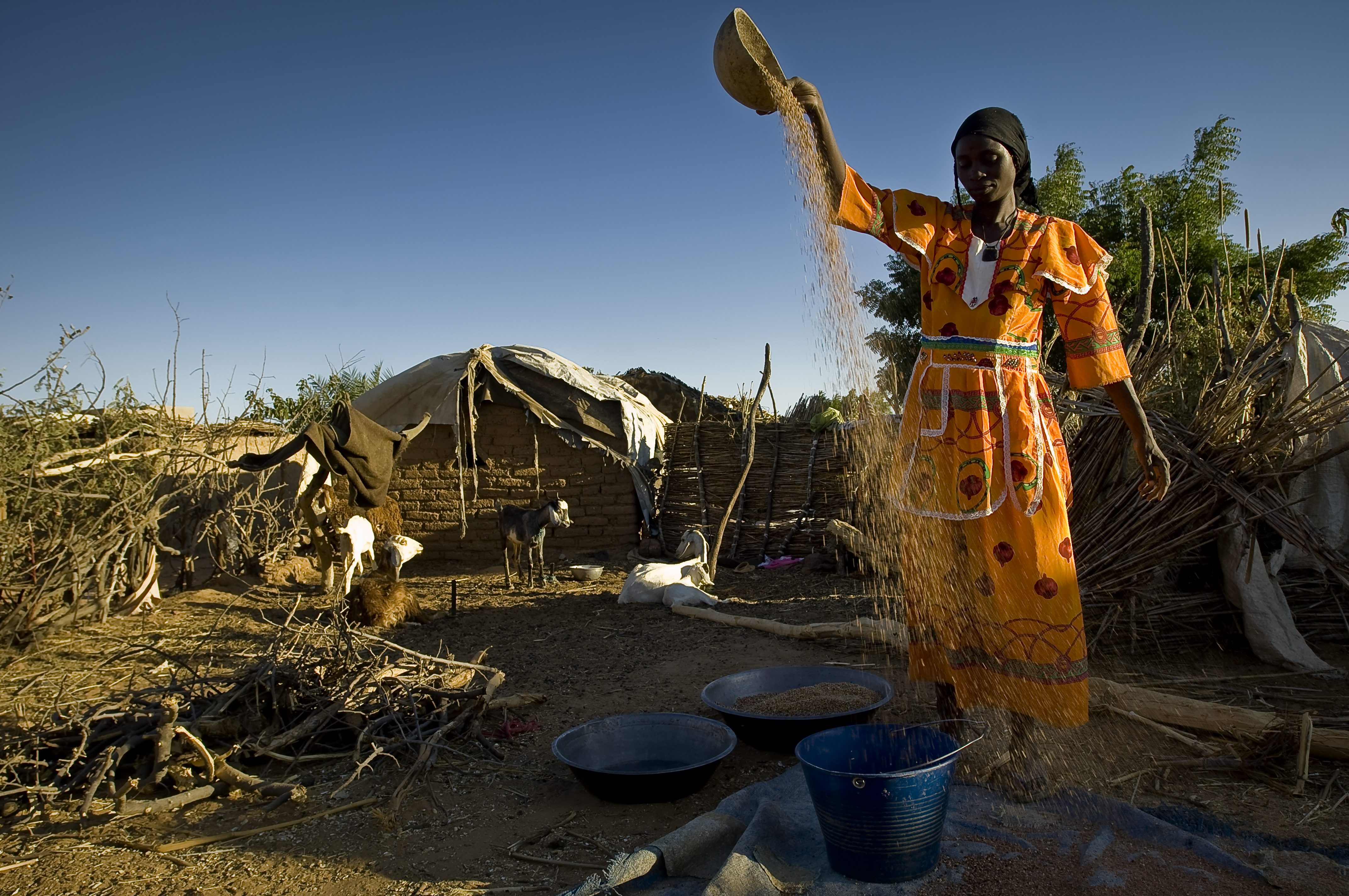
Réfugiés de la guerre du Darfour dans un camp à l'est du Tchad en 2011.

La guerre culmine lors des attaques de la rébellion tchadienne contre N’Djaména en avril 2006 et en février 2008, et lors de l’assaut des rebelles du Darfour contre Khartoum en mai 2008. Toutefois, des efforts diplomatiques de part et d'autre conduisent Omar al-Béchir et Idriss Déby, à signer en mars 2008 un accord de non-agression visant à mettre fin aux hostilités transfrontalières entre les deux pays. Un accord est signé à Doha (Qatar) en 3 mai 2009, scellant la réconciliation entre Omar El-Béchir et Idriss Déby et la reprise des relations diplomatiques entre le Soudan et le Tchad. Mais quelques jours après sa signature, le compromis de Doha est rejeté par Idriss Déby, qui invoque le « droit de poursuite » en lançait des raids aériens en territoire soudanais, pour prendre en chasse les mercenaires tchadiens « à la solde du Soudan »
La tension retombe rapidement lorsque des tractations diplomatiques aboutissent à la signature d’un accord de normalisation en janvier 2010, puis de la reprise des relations diplomatiques entre Khartoum et N’Djamena, en février. Idriss Déby se rend à Khartoum pour la première fois depuis 2004, et les deux anciens ennemis signent un accord sur la sécurité à la frontière et la création d'une force militaire commune, la force mixte tchado-soudanaise, chargée de surveiller la frontière tchado-soudanaise.

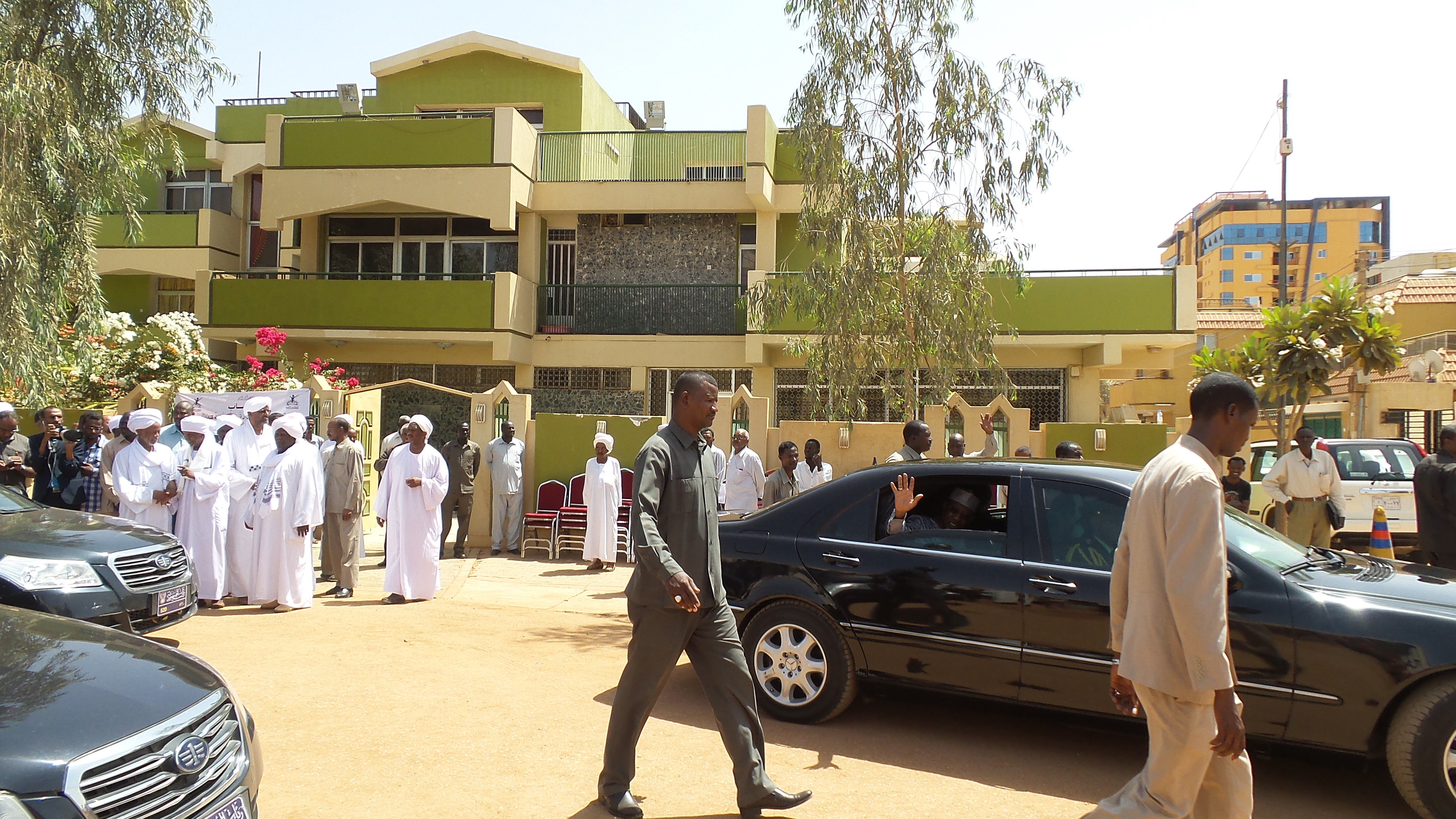
Idriss Déby dans sa limousine en visite au Soudan pour assister à une à une cérémonie du leader islamiste soudanais Hassan al-Tourabi, 2016.

Idriss Déby se rend de nouveau à Khartoum le 4 avril 2019, en pleine révolution soudanaise, quelques jours avant le renversement d'Omar el-Béchir. Quelques jours auparavant, la visite à N’Djamena du chef des services de renseignements soudanais, le général Salah Gosh, avait laissé de nombreux observateurs supposer qu'Omar el-Béchir avait demandé l'aide de son homologue tchadien, mais cette hypothèse est par la suite démentie. Le 11 avril, le porte-parole du ministère tchadien des Affaires étrangères Béchir Issa Hamidi déclare dans un tweet : « Nous suivons avec attention l’évolution de la situation au Soudan, ce pays voisin.  
Nous souhaitons que la volonté du peuple soudanais connaisse un dénouement pacifique ».
Deux ans plus tard, alors que le Soudan est dirigé par un gouvernement de coalition civil et militaire avec pour Premier ministre Abdallah Hamdok, le président tchadien Idriss Déby est tué dans un affrontement avec les rebelles du Front pour l’alternance et la concorde au Tchad dans le nord du pays. Les mois suivants, alors que le général Abdel Fattah al-Burhan s'octroie les pleins pouvoirs au Soudan, le fils d'Idriss Déby Mahamat Idriss Déby succède à son père à la tête du Tchad, marquant dans ces deux pays une restauration des gouvernements militaires après des bouleversements politiques entre 2018 et 2021. Un dernier point essentiel illustrant la similitude des trajectoires politiques du Soudan et du Tchad sur cette période et la normalisation de leurs relations avec Israël à moins de deux ans d'intervalle, en janvier 2019 pour le Tchad et en octobre 2020 pour le Soudan.
Un conflit éclate au Soudan entre l'armée régulière soudanaise et les Forces de soutien rapide (FSR) en avril 2023.
En mars 2024, devant le Conseil de sécurité des Nations unies, le Soudan (dont le gouvernement reconnu comme légitime est contrôlé par l'armée) affirme que la frontière tchado-soudanaise est « la première ligne d'approvisionnement » des FSR en mercenaires, armes et munitions. Le Soudan lie sa décision de fermer des postes-frontière entre le Tchad et la région du Darfour à sa volonté de limiter l'approvisionnement des FSR. Or la frontière sert aussi à l'acheminement d'aide humanitaire aux Soudanais et au passage de Soudanais qui fuient la guerre. Le Tchad nie ces accusations et considère que le gouvernement soudanais n'a aucune légitimité,.
En raison de la guerre au Soudan, plus de 600 000 Soudanais (chiffre de mai 2024) fuyent les combats et trouvent refuge dans des camps au Tchad.
En mai 2024, l'ambassadeur du Soudan au Tchad Osman Mohamed Younisa quitte N'Djaména, sans que cela ne reflète une détérioration des relations bilatérales tchado-soudanaises, selon le gouvernement tchadien.
Le 2 décembre 2024, le gouvernement soutenu par l'armée du Soudan accuse les FSR d'utiliser des drones « stratégiques », assemblés aux Émirats arabes unis et livrés sur le territoire du Tchad. Le gouvernement dénonce l'implication « directe et claire » du Tchad (et des ÉAU) dans le conflit car les drones ont décolé d'un aéroport tchadien et menace d'y répondre.
Le ministre des Affaires étrangères tchadien Abderaman Koulamallah est remplacé par Abdoulaye Sabre Fadoul en février 2025 et ce dernier a parmi ses objectifs d'apaiser les tensions avec les autorités soudanaises.
En mars 2025, Yasser al-Atta (en), chef d'état-major en second des forces armées soudanaises, déclare considérer les aéroports tchadiens d'Amdjarass et de N'Djaména comme des cibles légitimes pour son armée. L'armée soudanaise considère que ces aéroports servent à l'approvisionnement des FSR, ce que réfute le Tchad. Le ministère tchadien des Affaires étrangères répond qu'une riposte à des attaques soudanaises serait légitime et accuse le Soudan de soutenir Boko Haram pour « déstabiliser le Tchad ». Le ministère des Affaires étrangères considère que les propos d'Al-Atta « peuvent être interprétés comme une déclaration de guerre s’ils sont suivis d’effets »,.

### Relations avec la Libye
Les relations entre le Tchad et la Libye ont été essentiellement conflictuelles sous la président en Libye de Mouammar Kadhafi.

Les deux États qui partagent une frontière officielle de plus de 1 055 km ont eu de nombreux affrontements liés au partage des territoires, notamment lors de l'annexion la bande d’Aozou par la Libye en 1975. Celle-ci est reconquise par le Tchad en août 1987.

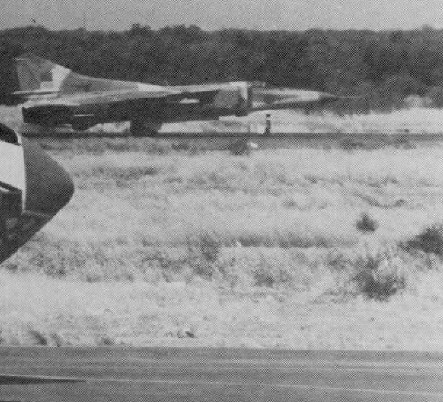
Un MiG-23 sur la base aérienne de Faya-Largeau occupée par la Libye dans les années 1980.

Les deux États signent un accord de cessez-le-feu le 11 septembre 1987.
Dans les années 2000, le gouvernement libyen propose sa médiation au Tchad dans les conflits qui l'opposent au Soudan et aux groupes rebelles qui combattent le gouvernement lors de la guerre civile tchadienne de 2005 à 2010. En 2007, plusieurs accords de pays sont signés à Tripoli dans le cadre de ces deux conflits,, même si ces accords ne suffisent pas à mettre fin aux hostilités qui ne prennent fin qu'en 2010.
À partir de 2011, à la suite de la première guerre civile libyenne qui provoque le renversement puis l'exécution de Mouammar Kadhafi, le Tchad reconnait le Conseil national de transition comme seule autorité du peuple libyen.
Lors de la deuxième guerre civile libyenne, le Tchad prend le parti du maréchal libyen Khalifa Haftar qui contrôle l'Est du pays.
En janvier 2017, le Tchad ferme sa frontière terrestre avec la Libye pour des raisons sécuritaires, avant d'en rouvrir un point de passage, deux mois plus tard.
En septembre et octobre 2018, Khalifa Haftar se rend à N'Djamena à deux reprises et rencontre Idriss Déby, sans que le contenu de leurs échanges soit divulgué.

### Relations avec le Niger
Le Tchad partage à l'ouest une frontière de 1 175 km avec le Niger, traversée notamment par le Lac Tchad.
Depuis février 2014, les armées tchadienne et nigérienne coopèrent au sein du G5 Sahel et depuis 2015, au sein de la Force multinationale mixte dont les deux pays sont membres, et dont le quartier général est situé à N'Djaména. Cette force est actuellement concentrée dans la lutte contre Boko Haram, dont l'insurrection islamiste menace la sécurité de ces deux États.
En 2017, le Niger, le Mali et le Tchad concluent un accord de coopération judiciaire qualifié d'historique par les signataires. Cet accord prévoit la mise en place de commissions rogatoires internationales, l'échange entre les États des actes judiciaires, la comparution des témoins, experts et personnes poursuivies et une politique de coopération en cas d'extradition.

### Relations avec le Nigeria
Le Tchad partage avec le Nigeria sa plus court frontière, de 87 km, traversée notamment par le Lac Tchad.
Depuis 2015, le Tchad coopère militairement avec le Nigeria au sein de la Force multinationale mixte dont les deux pays sont membres, et dont le quartier général est situé à N'Djamena. Cette force est actuellement concentrée dans la lutte contre Boko Haram, dont l'insurrection islamiste menace la sécurité de ces deux États.

### Relations avec le Cameroun
Le Tchad partage au sud-ouest une frontière de 1 094 km avec le Cameroun, traversée notamment par le Lac Tchad.
Depuis 2015, le Tchad coopère militairement avec le Cameroun au sein de la Force multinationale mixte dont les deux pays sont membres, et dont le quartier général est situé à N'Djamena. Cette force est actuellement concentrée dans la lutte contre Boko Haram, dont l'insurrection islamiste menace la sécurité de ces deux États.
Sur le plan économique, les deux États coopèrent dans l'exploitation des gisements pétroliers situés aux zones frontalières, au travers du projet pétrolier « Tchad-Cameroun ».

### Relations avec le Bénin
Depuis 2015, le Tchad coopère militairement avec le Bénin au sein de la Force multinationale mixte dont les deux pays sont membres, et dont le quartier général est situé à N'Djamena. Cette force est actuellement concentrée dans la lutte contre Boko Haram, dont l'insurrection islamiste menace la sécurité de ces deux États.

### Relations avec le Burkina Faso
Depuis février 2014, les armées tchadienne et burkinabé coopèrent au sein du G5 Sahel.

### Relations avec le Mali
En janvier 2013, le Tchad envoie 2000 hommes en appui à l'intervention militaire de la France contre les djihadistes dans le nord du Mali. Les troupes tchadiennes tiennent un rôle décisif dans la victoire de la coalition pro-gouvernementale contre Al-Qaïda au Maghreb islamique à la bataille du Tigharghâr.

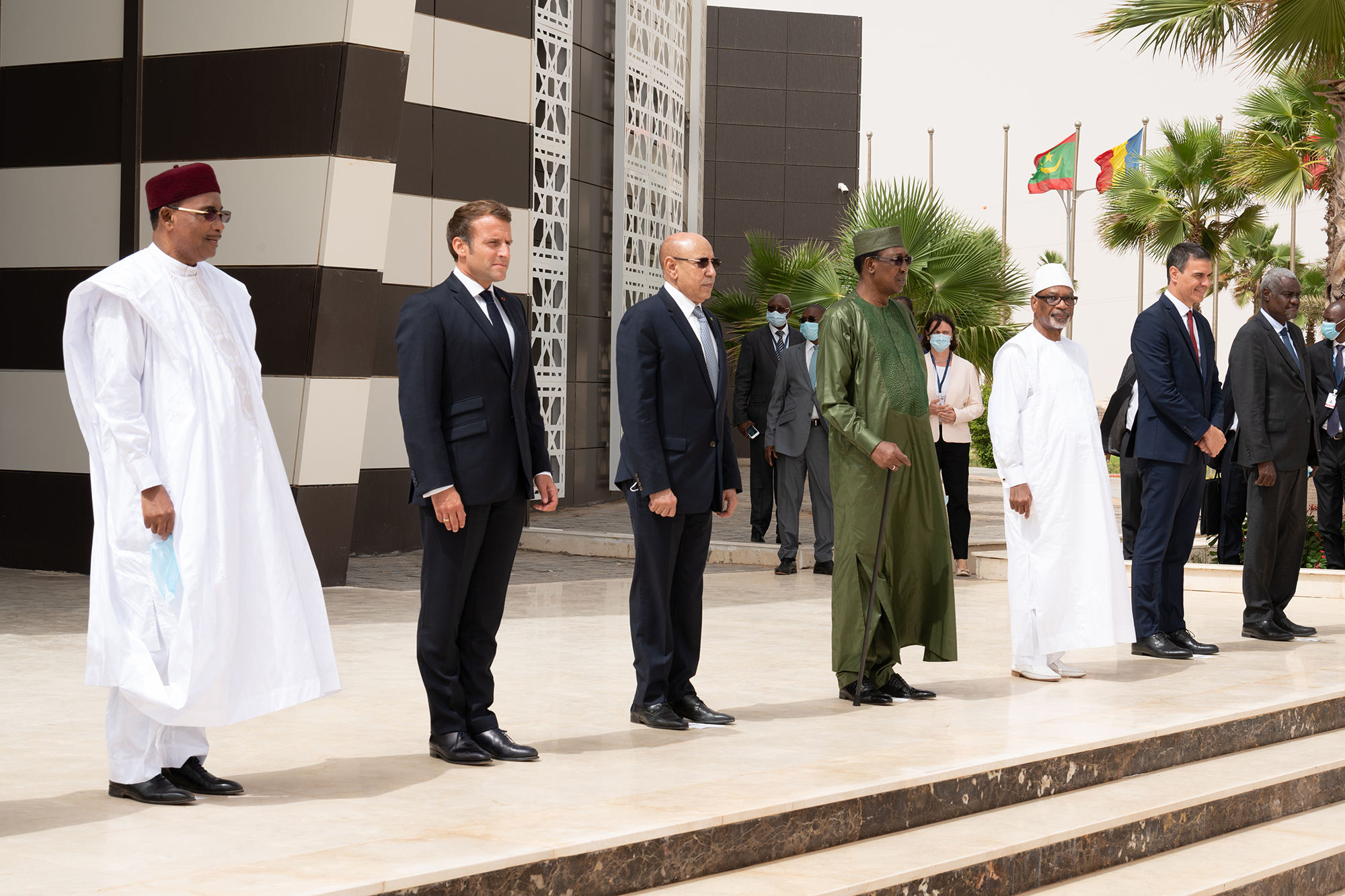
Réunion des chefs d'État du G5 Sahel (Mauritanie, Mali, Burkina Faso, Niger et Tchad) en présence des chefs d'État franaçis et espagnol Emmanuel Macron et Pedro Sanchez.

Depuis février 2014, les armées tchadienne et malienne coopèrent au sein du G5 Sahel.
En 2017, le Niger, le Mali et le Tchad concluent un accord de coopération judiciaire qualifié d'historique par les signataires. Cet accord prévoit la mise en place de commissions rogatoires internationales, l'échange entre les États des actes judiciaires, la comparution des témoins, experts et personnes poursuivies et une politique de coopération en cas d'extradition.
En 2021, près de 1400 soldats tchadiens se trouent au Mali dans le cadre de la « Mission multidimensionnelle intégrée des Nations unies pour la stabilisation au Mali ». À la suite de l'arrivée au pouvoir du général Mahamat Idriss Déby en avril 2021, ce dernier décide de poursuivre l'engagement militaire de son père au Sahel, et annonce en décembre envoyer 1000 soldats supplémentaires en renfort au Mali.

### Relations avec la Mauritanie
Depuis février 2014, les armées tchadienne et mauritanienne coopèrent au sein du G5 Sahel.

### Relations avec l'Égypte
Pendant le conflit tchado-libyen (1978–1987), le président égyptien Aouar el-Sadate en froid avec son homologue libyen Mouammar Kadhafi depuis la guerre égypto-libyenne (1977) décide de soutenir militairement le Tchad d'Hissène Habré,.
En avril 2005, l'Égyptien Amr Moussa, secrétaire général de la Ligue arabe, rencontre le chef de la diplomatie tchadienne Nagoum Yamassoum. À l'issue de cet entretien, Amr Moussa déclare le Tchad en passe membre observateur auprès de la Ligue arabe.
Depuis 2014, l'Égypte et le Tchad sont des alliés objectifs dans la deuxième guerre civile libyenne, dans laquelle ils soutiennent tous deux le maréchal Khalifa Haftar, et dans la lutte contre l'État islamique auquel des insurgés islamistes situés au Nigeria et dans le Sinaï ont fait allégeance, combattus par les armées égyptienne et tchadienne.
En janvier 2019, la normalisation des relations entre le Tchad et Israël crée une autre convergence entre l'Égypte et le Tchad, qui font tous deux partie des rares majoritairement musulmans à avoir des relations diplomatiques l'État hébreu.
En janvier 2022, le président du Conseil militaire de transition Mahamat Idriss Déby effectué une visite de deux jours en Égypte où il a été reçu par le président Abdel Fattah al-Sissi. Les présidents égyptien et tchadien s'accordent pour renforcer la coopération au niveau politique, économique et militaire, et discutent de la situation tendue en Libye et les conséquences que cela pourrait avoir sur le Tchad et l’Égypte. Parallèlement, les ministres des Affaires étrangères et de la Défense des deux pays conviennent de relancer des accords de coopération diplomatique et au niveau de l’échange de renseignements militaires.

### Relations avec la République centrafricaine
Le Tchad partage au sud avec la République centrafricaine une frontière de 1 284 000 km2. Elle est en partie constituée des rivières Bahr Aouk, Nana Barya et Pendé.
En mars 2003, des miliciens tchadiens appuient le coup d'État du général François Bozizé en Centrafrique, dont une bonne partie va rester avec lui après son installation au pouvoir qui dure jusqu'à son renversement par un autre coup d'État en mars 2013.
Entre 2007 et 2009, le Tchad et la République centrafricaine ont coopéré au sein de la force européenne EUFOR Tchad/RCA, force opérationnelle multinationale dirigée par l'Union européenne au Tchad et en République centrafricaine chargée de sécuriser les réfugiés du Darfour.

### Relations avec la république démocratique du Congo
En octobre 1998, Le Tchad reconnait son soutien militaire aux forces de Laurent-Désiré Kabila aux prises avec les rebelles dans l’est de la République démocratique du Congo. 2 000 soldats tchadiens sont envoyés en RDC dans le cadre de ce soutien.
En février 2018, une conférence est organisée à Abuja (capitale du Nigeria) pour discuter du transfert des eaux du bassin du Congo vers le lac Tchad menacé d'assèchement. François Kalwele, ministre de l'Environnement de la RDC, se dit partant et prône la solidarité entre les États africains.

### Relations avec le Sénégal
En mai 2016, l'ancien président tchadien Hissène Habré est jugé par un tribunal international africain à Dakar pour de nombreux crimes commis pendant son mandat. Il est reconnu coupable de crimes contre l'humanité, viols, exécutions, esclavage et enlèvements, et condamné à la prison à perpétuité, peine qu'il purge au Sénégal.

## Relations avec les pays européens et occidentaux

### Relations avec la France
Le Tchad a été conquis militairement par la France en 1900 à la suite de la bataille de Kousséri remportée au Cameroun par les troupes françaises. Le territoire devient d'abord un protectorat français, puis une colonie française en 1920.

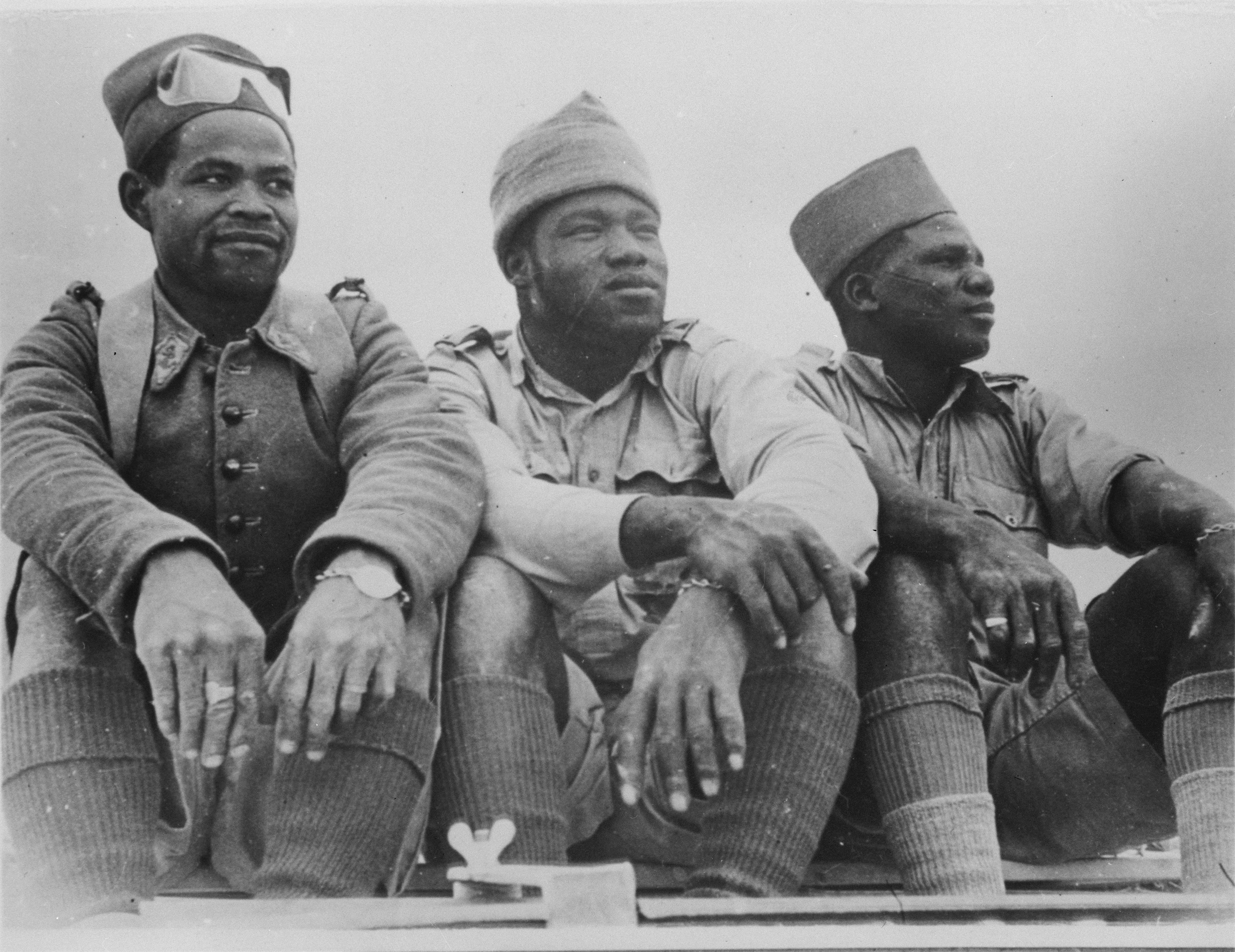
Soldat africains de la légion étrangère française ayant participé à la bataille de Bir Hakeim

Après la défaite de la France lors de la Seconde Guerre mondiale, le gouverneur du Tchad Félix Éboué se rallie au Général de Gaulle et entraîne l'Afrique équatoriale française (le Tchad, le Cameroun et le Congo-Brazzaville), qui devient le premier territoire africain de la France libre. Ce ralliement apporte un renfort 40 000 Africains aux forces de la France libre. Les Tchadiens participent en juin 1942 à la bataille de Bir Hakeim opposant en Libye les forces de la France Libre aux troupes germano-italiennes du maréchal Erwin Rommel, et à la libération de Paris sous le commandement du Général Leclerc en  août 1944. Le 20 mai 1949, les cendres de Félix Eboué, mort en 1944, sont transférées au Panthéon en même temps que celles de Victor Schœlcher, l’auteur du décret proclamant l'abolition de l'esclavage dans les colonies françaises en 1848.
Le Tchad accède à l'indépendance en 1960, mais les gouvernements français et tchadien gardent un haut niveau de coopération.
La France apporte son soutien à la plupart des présidents tchadiens, notamment Hissène Habré entre 1982 et 1990 (considéré comme un allié contre la Libye de Kadhafi), puis Idriss Déby dont la DGSE appuie la prise de pouvoir.
Ce soutien se concrétise par plusieurs interventions militaires de la France en appui au gouvernement tchadien. Ainsi, depuis son indépendance, le Tchad est le pays d’Afrique qui a connu le plus grand nombre d’interventions militaires françaises, notamment :
- En septembre 1968, l'armée française intervient à la demande du président tchadien François Tombalbaye et chasse les rebelles toubous de la localité d’Aouzou[59].
- L'opération Manta qui s'est déroulée au Tchad entre 1983 et 1984 dans le cadre du conflit tchado-libyen[60].
- L'opération Épervier, lancée en février 1986 pendant le conflit tchado-libyen pour soutenir le président Hissène Habré. Elle devient ensuite une mission de protection des ressortissants français et de coopération avec l'armée tchadienne.
- L'opération Dorca, déclenchée à l'initiative de la France en juillet 2004 en soutien à l'UNHCR et les ONG travaillant à la frontière entre le Tchad et le Soudan pour assurer la sécurité des populations et l'accueil des réfugiés.
- À deux reprises, en 2006 et en 2008, l’armée française est intervenue au Tchad pour mettre en déroute des rebelles qui menaçaient le palais présidentiel[61],[57].
- L'opération Barkhane lancée simultanément dans plusieurs pays du Sahel en juillet 2014, succédant aux opérations Serval et Épervier. Le Tchad accueille le quartier général de cette opération, ainsi qu’une partie de ses 200 blindés, 6 avions de chasse et 3 000 militaires français qui y stationnés en permanence[8].
- En 2014, lors de la deuxième guerre civile libyenne, la France apporte un soutien limité au maréchal Khalifa Haftar, tout en se positionnant comme médiateur dans le conflit[62]. Dès lors, le Tchad et la France appuient de nouveau le même camp, dans une guerre civile d'un pays africain[62].
- En février 2019, des Mirage 2000 de l’armée française bombardent et détruisent une colonne de rebelles tchadiens entrant sur le territoire depuis la Libye[63]. Le ministre français des Affaires étrangères Jean-Yves Le Drian justifie cette intervention, la désignant comme conforme au droit international, et accusant les assaillants de chercher à renverser le gouvernement d'Idriss Déby[63].

Outre ces interventions militaires conjointes, la France alimente également l'armée tchadienne en carburant, à hauteur de 4 millions d’euros par an.

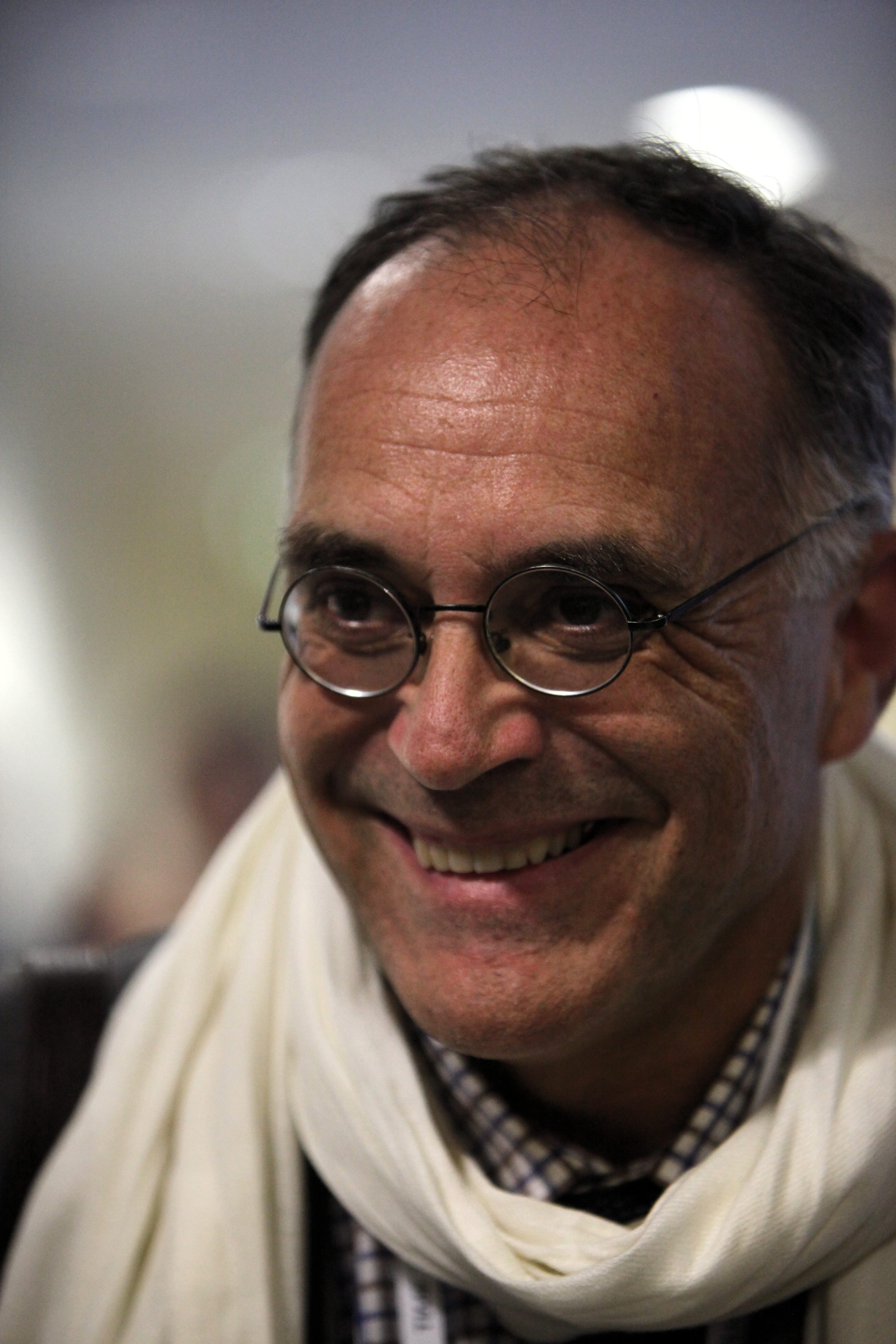
Michel Reveyrand-de Menthon, ambassadeur de France au Tchad de 2010 à 2013.

Les deux États ont aussi des relations fortes sur le plan économique. Le Tchad fait partie de la zone franc CFA, zone monétaire bénéficiant d'une garantie du Trésor français, et est membre de l'Organisation internationale de la francophonie. Dans les années 1990, le groupe pétrolier français Elf Aquitaine participe projet pétrolier de Doba, avant de s'en retirer en 1999 ce qui provoque des tensions entre le Tchad et la France.
Les années suivantes, le Bureau de recherches géologiques et minières, organisme public français, mène pendant trois ans un travail de cartographique des ressources minières du Tchad, découvrant notamment de grandes quantités d'or dans la région du Tibesti. Dès lors, les récentes interventions militaires françaises au Tchad alimentent des soupçons d'ententes entre les gouvernements français et tchadien pour chasser les orpailleurs illégaux, sous prétexte de maintien de la paix.
À la suite de la mort d'Idriss Deby en avril 2021, l’Élysée déplore dans un communiqué la perte d'un « ami courageux », soulignant l’importance d’une « transition pacifique » et son « ferme attachement à la stabilité et à l’intégrité territoriale » du Tchad. Le ministre français des Affaires étrangères Jean-Yves Le Drian appelle à une transition militaire d’une « durée limitée » qui puisse conduire à l’instauration d’un « gouvernement civil et inclusif », tandis que la ministre des Armées Florence Parly affirmait que la France « perd un allié essentiel dans la lutte contre le terrorisme au Sahel ».
En novembre 2024, le Tchad rompt ses accords de défense avec la France. Cette décision, que le gouvernement tchadien décrit comme « mûrement réfléchie », est justifiée par ce dernier par un souhait du Tchad de retrouver sa pleine souveraineté après avoir « grandi et mûri ». Il précise toutefois ne remettre « en aucun cas en question les relations historiques et les liens d’amitié entre les deux nations ». Un mois plus tard, la France rétrocède une première base militaire au Tchad, à Faya dans l'extrême nord désertique du pays.

### Relations avec les États-Unis
Pendant la Guerre froide, les États-Unis et l'Union soviétique sont en compétition sur le continent africain pour établir des zones d'influences sur les anciennes colonies devenues indépendantes. À l'instar de la France, l'administration américaine sous Ronald Reagan appuie le coup d'État d'Hissen Habré en 1982, considéré comme un allié idéal contre le dictateur libyen Mouammar Kadhafi, accusé de soutenir le terrorisme international,.
Pendant la guerre tchado-libyenne, les États-Unis déploient des forces au Soudan (qui leur était favorable pendant la guerre froide) pour intervenir au besoin au Tchad, et octroie au gouvernement tchadien une aide militaire de 25 millions de dollars.
Après la fin de la guerre froide, le Tchad, fer de lance de la lutte antiterroriste en Afrique et ennemi du Soudan d'Omar el-Béchir accusé de crime contre l'humanité, continue de bénéficier d'un important soutien matériel et financier des États-Unis.

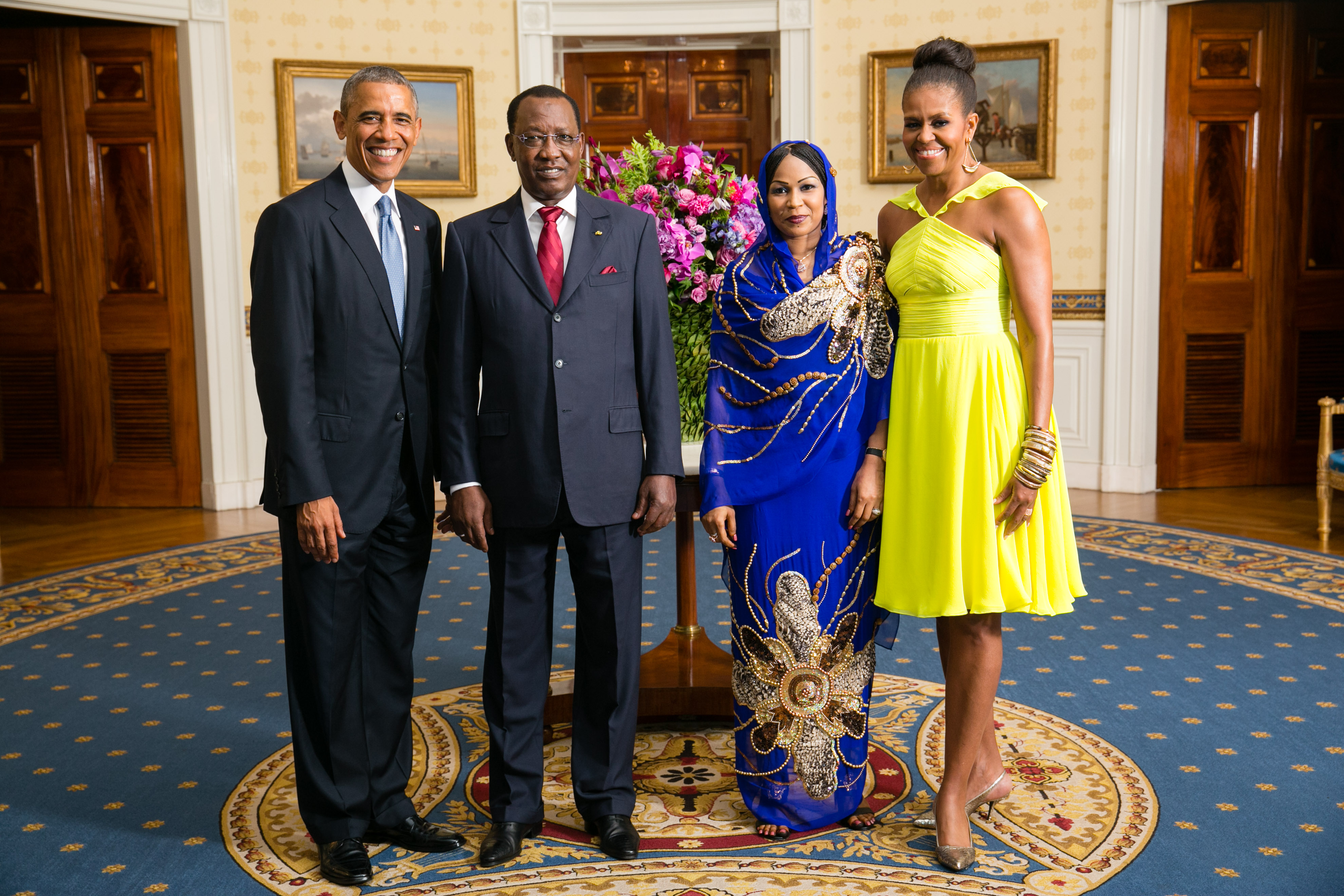
Les époux présidentiels tchadien et américain, Idriss Déby et Barack Obama et leurs épouses Hinda Déby Itno et Michelle Obama en 2014

En mai 2014, le président américain Barack Obama décide de déployer 80 militaires américains au Tchad dans le cadre des recherches de lycéennes enlevées par le groupe djiadiste Boko Haram au Nigeria voisin.
En septembre 2017, le président républicain nouvellement élu Donald Trump signe un décret migratoire désignant une liste des pays dont les ressortissants sont interdits d'entrée sur le territoire américain. Cette liste inclut le Tchad, dont le gouvernement fait part aux États-Unis de son étonnement et son incompréhension. N'Djamena déclare notamment que les motifs d'inscription du Tchad sur cette liste, des manquements à la sécurité sur leurs voyageurs et un manque de coopération avec Washington, contrastent avec les efforts et les engagements du pays dans la lutte contre le terrorisme international.
En mars 2018, le chef du département d'État des États-Unis Rex Tillerson se rend à N'Djaména, où il exprime sa volonté de normaliser les relations avec le pays, tandis que le président tchadien salue l'appui multiforme des États-Unis au Tchad dans les domaines militaires et sécuritaires. Le mois suivant, le département d'État américain annonce la levée de l'interdiction d'entrée sur le territoire américain imposée aux Tchadiens, affirmant que le pays a répondu aux exigences de Washington.

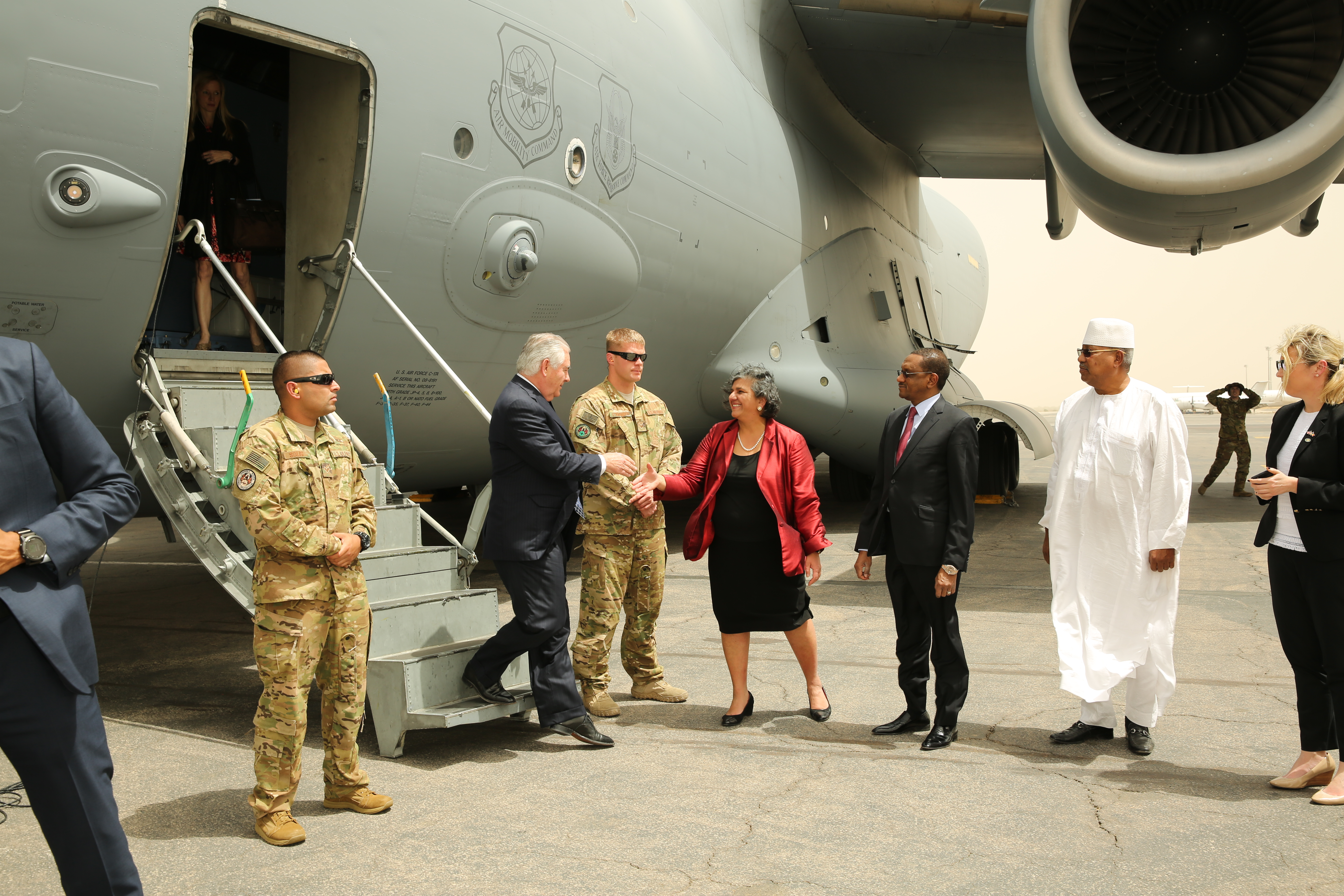
Arrivée de Rex Tillerson à N'Djaména le 12 mars 2018.

Plusieurs entreprises américaines sont implantées au Tchad, notamment les sociétés pétrolières Chevron et ExxonMobil.
En avril 2024, le chef d'état-major de l'armée de l'air tchadienne demande aux États-Unis d'arrêter d'utiliser la base aérienne « Kosseï ». Peu après, les États-Unis redéploient « temporairement » une partie de leurs soldats stationnés au Tchad dans un autre pays. Selon les autorités militaires américaines, ce redéploiement s'inscrit dans une évaluation de la coopération militaire entre les deux pays,.

### Relations avec la Russie
Pendant la Guerre froide, les relations entre le Tchad et l'Union soviétique sont limitées en raison du soutien apporté par l'URSS à la Libye avec qui le Tchad est en conflit. Entre 1973 et 1982, près de 11 000 conseillers soviétiques sont ainsi déployés en Libye afin de former les troupes à l’utilisation d’armements livrés par l’URSS qui équipe massivement les forces du pays.
La fin du conflit tchado-libyen en 1987, de la guerre froide en 1991, et la paix établie entre le Tchad et Soudan (proche de la Russie sous le mandat d'Omar el-Bechir) en 2010, crée peu à peu les conditions d'un rapprochement entre la Russie et le Tchad. À partir de 2014, la Russie et le Tchad deviennent des alliés objectifs dans la deuxième guerre civile libyenne, dans laquelle ils soutiennent tous deux le maréchal Khalifa Haftar qui contrôle l'Est de la Libye,.
Malgré cette convergence de leurs intérêts politiques, le niveau des échanges commerciaux entre le Russie et le Tchad sont très faibles, à l'image de l'influence économique de la Russie sur le continent africain. En 2018, les échanges commerciaux entre la Russie et l'Afrique étaient 20 milliards de dollars, moins de la moitié de ceux avec la France et dix fois moins que ceux avec la Chine. En outre, les échanges entre l'Afrique et la Russie concernent presque exclusivement le commerce des armes, rare marché dominé par la Russie sur le continent africain.
Dans ce contexte, plusieurs initiatives ont été prises par la Russie ces dernières années pour accroître sa coopération économique avec l'Afrique, notamment le Tchad.
En mars 2018, une délégation d’hommes d’affaires russes se rend à N'Djamena, et annonce 7,5 milliards d’euros d'investissement, portant notamment sur la construction d’un aéroport international, d’une raffinerie de pétrole, d’une centrale électrique à énergie solaire, et la reconstruction du système d’alimentation électrique.
En octobre 2019, Idriss Déby représente le Tchad au premier Sommet Russie-Afrique organisé à Sotchi. Il déclare que : « Le soutien de la Fédération de Russie est vital pour renforcer la stabilité régionale. L’appui en formation et en équipement militaire, le partage de renseignement et d’expérience avec les forces africaines engagées sur ce front seront d’une grande utilité. ».

### Relations avec l'Allemagne
Ce n'est que le 12 octobre 2016 qu'un président tchadien se rend pour la première fois en visite officielle an Allemagne, depuis l'indépendance du Tchad. Idriss Déby et la chancelière allemande Angela Merkel se rencontrent à Berlin et évoquent des sujets liés au développement économique, l'aide aux réfugiés transitant par le Tchad, et la lutte contre le terrorisme. Angela Merkel annonce également le déblocage d’une enveloppe supplémentaire de 8,9 millions d’euros pour aider le Tchad à faire face notamment aux problèmes liés à l’eau et à l’alimentation.
Les deux chefs d'État se rencontrent de nouveau à Niamey (capitale du Niger) en mai 2019, à l'occasion d'une réunion incluant l'Allemagne et les chefs d'État du G5 Sahel, à qui Angela Merkel promet une aide 60 millions pour équiper et former les soldats qui constituent cette force militaire.
En avril 2023, l'ambassadeur d'Allemagne au Tchad est expulsé pour son « attitude discourtoise » et son « non-respect des usages diplomatiques ».

## Relations avec les pays du Moyen-Orient
Le Tchad est membre de l'Organisation de la coopération islamique, dont le siège est situé à Djeddah en Arabie saoudite.

### Relations avec l'Arabie saoudite
En mai 2007, le roi Abdallah d’Arabie saoudite organise près de Ryad un sommet tripartite avec les présidents soudanais et tchadien, qui concluent un accord de réconciliation devant mettre fin à une crise entre leurs pays. Néanmoins, les hostilités entre les deux États se poursuivent jusqu'en 2010.
En 2017, l'Arabie saoudite annonce une aide de 100 millions de dollars à la force G5 Sahel dont fait partie le Tchad.

### Relations avec les Émirats arabes unis
Dans le cadre du conflit au Soudan entre les Forces de soutien rapide (FSR) et l'armée, les ÉAU utilisent l'aéroport tchadien d'Amdjarass, à 50 km de la frontière tchado-soudanaise, pour acheminer des marchandises au Soudan. Selon l'ONU, ces marchandises sont en fait des armes en soutien aux FSR (en violation d'un embargo de l'ONU) mais selon les ÉAU, il s'agit d'aide humanitaire,.
En octobre 2024, le président Mahamat Idriss Déby effectue une visite aux Émirats arabes unis où il s'entretient avec Mohammed ben Zayed Al Nahyane, le président. Le Tchad obtient un prêt de 300 milliards de francs CFA dont le remboursement est étalé sur 14 ans (avec un taux d'intérêt de 1 %). Ce prêt, dont les conditions sont considérées comme « particulièrement favorables », représente 15 % du budget de l'État tchadien.
Le même mois, le président Déby effectue un remaniement majeur de l'appareil de sécurité tchadien : il remplace nombre de généraux occupant des postes importants dans l'armée, la gendarmerie et la garde nationale.

### Relations avec le Qatar
Le Qatar et le Tchad ont des relations de coopération économique, le Qatar ayant notamment investi dans les mines d'or de la région du Batha.
Les deux États ont rompu leurs relations diplomatiques pendant quelques mois entre 2017 et 2018.
En 2017, une crise diplomatique oppose le Qatar à la plupart des autres pays de la péninsule arabique, rejoints par plusieurs États africains dont le Tchad, qui rompent leurs relations diplomatiques avec le Qatar. Il est reproché à l'émirat son soutien à certains mouvements de contestation, notamment islamistes, lors du printemps arabe de 2011. Le Tchad ferme l'ambassade du Qatar à N'Djamena fin août 2017, accusant Doha de chercher à déstabiliser le pays, le chef rebelle tchadien Timan Erdimi, étant installé à Doha depuis 2009.
Le Qatar riposte dans la foulée en fermant l'ambassade du Tchad à Doha, tout en niant toute implication dans les actions de l'Union des forces de la résistance.
À noter également que le Qatar et le Tchad soutiennent deux camps opposés dans la guerre civile libyenne.
En début d'année 2018, le Qatar et le Tchad signent un mémorandum d'entente, rétablissant leurs relations diplomatiques.

### Relations avec le Liban
De nombreux points communs entre le Tchad et le Liban constituent des vecteurs d'affinités entre leurs gouvernements et leurs sociétés civiles. Leurs deux populations sont caractérisées par une double culture religieuse islamo-chrétienne, et linguistique arabe-française, les deux États étant d'anciennes colonies françaises et actuellement membres de la francophonie. Avant les guerres civiles que les deux pays ont connu après leurs indépendances, de nombreux Tchadiens allaient étudier à Beyrouth, tandis que de nombreux entrepreneurs et hommes d'affaires libanais se sont installés au Tchad dont ils ont contribué au développement économique.
Dans les années 1970, l'ambassadeur du Tchad en Égypte était un Libanais d'origine. Lors d'une interview donnée au journal libanais L'Orient le Jour en 2001, le président tchadien Idriss Déby déclare regretter que la guerre civile au Tchad ait provoqué le départ de la plupart des citoyens d'origine libanaise, et appelle ses « amis Libanais à venir contribuer, comme dans le passé, au développement du Tchad ».
En juillet 2002, les Premiers ministres du Liban et du Tchad, Rafic Hariri et Haroun Kabadi, se rencontrent à deux reprises à N'Djamena  et à Beyrouth pour renforcer leurs relations diplomatiques et leur coopération économique,.

### Relations avec Israël
En 1960, Israël a reconnu le Tchad lorsque ce dernier a obtenu son indépendance de la France, puis les deux pays ont établi des relations diplomatiques en janvier 1961. En 1962, Israël a ouvert une ambassade à Fort-Lamy, ancienne appellation de la capitale N'Djamena. Initialement, les deux États entretenaient des relations amicales. En 1965, le président tchadien François Tombalbaye a effectué une visite officielle en Israël.

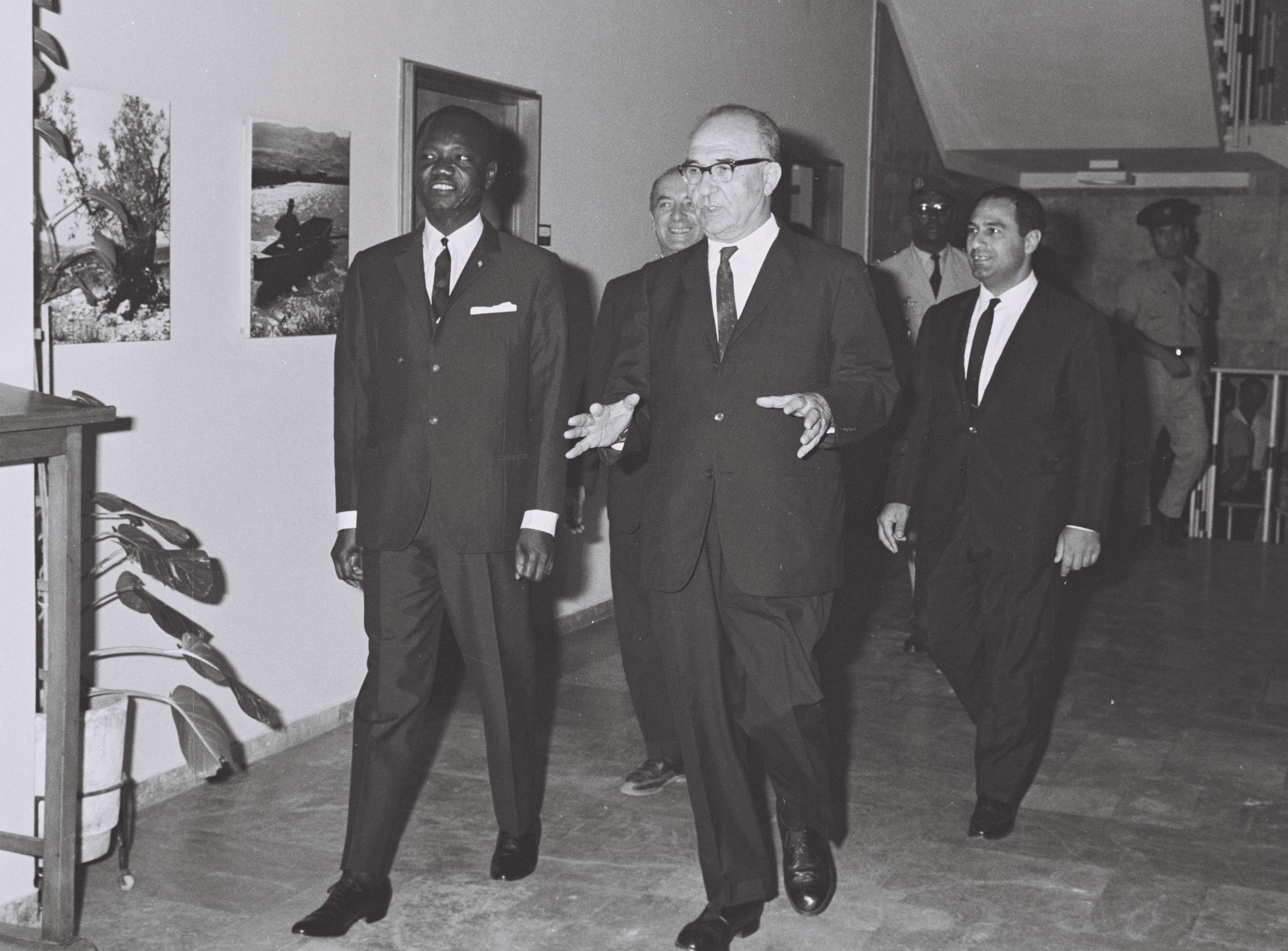
Le président tchadien François Tombalbaye en compagne du Premier ministre israélien Levi Eshkol en 1965

Dans les années 1960 et 1970, la pression des nations arabes musulmanes, accentuée par les guerres israélo-arabes de 1967 et de 1973, conduit un certain nombre d’États africains à rompre avec l’État hébreu.
En juillet 2016, directeur général du ministère israélien des Affaires étrangères, Dore Gold rencontre le président tchadien Idriss Déby, première rencontre de haut niveau entre les deux pays depuis plus de quarante ans, sans évoquer à ce stade de rétablissement officiel de leurs relations diplomatiques.
En janvier 2019, les deux États décident de rétablir leurs relations diplomatiques, à l’occasion d’une visite à N’Djamena du Premier ministre israélien Benyamin Netanyahou.
Les deux dirigeants et leurs délégations signent à N’Djamena plusieurs protocoles d’accord de coopération, en particulier dans le secteur de la défense et de la sécurité, alors que pour faire face aux rébellions dans le Nord et l’Est du pays, l’armée tchadienne et l’Agence nationale du renseignement sont équipées de matériels militaires israéliens.
Le président Deby a néanmoins déclaré qu’en dépit de cette reprise des relations, le Tchad reste attaché au processus de paix entre Israël et la Palestine.

### Relations avec la Turquie
En décembre 2017, le président turc Recep Tayyip Erdogan se rend à N'Djamena où il rencontre Idriss Déby. Cinq accords sont signés entre les deux chefs d'État, tandis que d'éventuelles implications de la Turquie dans la recherche et l'exploitation pétrolière, la construction de l'aéroport de Djermaya et du pont sur le Chari ont également été évoquées.
En 2020-2021, parallèlement à son engagement militaire en Libye, Ankara a signé des accords de coopération militaire avec le Tchad, où la Turquie augmente fortement ses exportations, notamment d'armements.

## Relations avec le reste de l'Asie

### Relations avec la Chine
Le Tchad et la Chine établissement des relations diplomatiques en 2006, après que le Tchad ait accepté, sous pression de la Chine, de rompre ses relations avec Taïwan. Le Tchad est alors le troisième pays africain, après le Liberia et le Sénégal, à décider de rompre ses relations avec Taïwan que la Chine considère comme une province renégate, pour se rapprocher de la Chine. Le  gouvernement de tchadien compte sur la Chine, membre permanent du Conseil de Sécurité de l'ONU pour aider au vote d'une résolution sur le Soudan qui armait les rebelles tchadiens, ainsi que sur les investissements chinois dans son industrie pétrolière. Le Tchad, pays sans accès à la mer, espère notamment bénéficier d'une extension d'un pipeline construit par la Chine au Soudan voisin, afin d'évacuer le pétrole extrait du Tchad vers Port-Soudan.
En février 2018, la société chinoise Power China s'associe avec la compagnie italienne Bonifica pour mener une étude de faisabilité portant sur un projet de transfert d'eau de la République démocratique du Congo vers le Lac Tchad, menacé d'assèchement.
En septembre 2018, les présidents tchadien et chinois Idriss Déby et Xi Jinping se rencontrent à l'occasion du Forum sur la coopération Chine-Afrique, où ils affichent leur proximité. Les deux chefs d’État ont notamment échangé sur l’approfondissement leurs relations bilatérales, identifiant notamment des pistes prioritaires : les infrastructures, l'énergie, et les mines.

### Relations avec la Malaisie
Le groupe pétrolier malaisien Petronas a participé aux travaux d'exploration et d'exploitation du gisement pétrolier de Doba, dont 35 % ont été attribués à Petronas dans le cadre d'un consortium constitué en 1988. En 2006, le gouvernement tchadien exige le départ des entreprises Petronas et Chevron, les accusant de ne pas avoir rempli leurs obligations fiscales.